# Phaltan
Phaltan là một thành phố và là nơi đặt hội đồng đô thị (municipal council) của quận Satara thuộc bang Maharashtra, Ấn Độ.

## Địa lý
Phaltan có vị trí 17°59′B 74°26′Đ / 17,98°B 74,43°Đ Nó có độ cao trung bình là 568 mét (1863 feet).

## Nhân khẩu
Theo điều tra dân số năm 2001 của Ấn Độ, Phaltan có dân số 50.798 người. Phái nam chiếm 51% tổng số dân và phái nữ chiếm 49%. Phaltan có tỷ lệ 75% biết đọc biết viết, cao hơn tỷ lệ trung bình toàn quốc là 59,5%: tỷ lệ cho phái nam là 80%, và tỷ lệ cho phái nữ là 70%. Tại Phaltan, 12% dân số nhỏ hơn 6 tuổi.